# حارة المهندسين (صنعاء)

تعديل مصدري - تعديل

حارة المهندسين هي إحدى حارات حي السواد الشمالي بمديرية السبعين إحد مديريات العاصمة اليمنية صنعاء، بلغ تعداد سكانها 4268 نسمة حسب تعداد اليمن لعام 2004.